# Платанос (Фаре)
Пла́танос (греч. Πλάτανος) — деревня в Греции, в 15 километрах к юго-востоку от малого города Халандрица. Входит в общину (дим) Эримантос в периферийной единице Ахея в периферии Западной Греции. Население 27 жителей по переписи 2011 года.
Находится на высоте 653 метра над уровнем моря на южном склоне Панахаикона, к северу от горы Эримантос, в верхней части долины, на правом берегу реки Пирос. Через деревню проходит дорога Патры — Калаврита. Расстояние до Патр 36 километров, до Калавриты — 55 километров.

## Местное сообщество Неон-Комбигадион
В местное сообщество Неон-Комбигадион входят три населённых пункта. Население 124 жителя по переписи 2011 года. Площадь 12,43 квадратных километров.
| Наименование     | Население (2011), человек |
| ---------------- | ------------------------- |
| Михас            | 0                         |
| Неон-Комбигадион | 97                        |
| Платанос         | 27                        |

## Население
| Год  | Население, человек |
| ---- | ------------------ |
| 1991 | 34                 |
| 2001 | 35                 |
| 2011 | ↘ 27               |